# Bakumatsu Gijinden Roman
Bakumatsu Gijinden Roman (幕末義人伝 浪漫?) è una serie televisiva anime del 2013 basata sul videogioco per pachinko CR Genroku Gijinden Roman. L'anime è stato trasmesso sottotitolato in italiano sul sito di streaming di anime Crunchyroll.

## Trama
La storia si svolge a Kyoto, dove l'abitante Manjiro ha due facce: Durante il giorno egli lavora per aiutare le persone di Kyoto mentre durante la notte diventa Roman, che vuole salvare la terra dalle oppressioni dei corrotti e combatte contro le guardie oscure.

## Personaggi
Roman (浪漫?)
Doppiato da: Kazuya Nakai
Roman è l'alter ego dell'abitante di Kyoto Manjiro che durante la notte per intero prende il nome di Nezumi Kozo, conosciuto anche come Roman. Roman durante la notte combatte coloro che appressano il suo villaggio. Durante il giorno è conosciuto come Mr. Helper, perché aiuta gli abitanti nei loro lavoratori senza ricompense. Non ha molti soldi e spesso ha difficoltà proprio a causa di questo, ma sua sorella Koharu lo aiuta a vivere e contribuisce con il suo denaro, ed è a conoscenza dell'esistenza di Roman.
Koharu (小春?)
Doppiata da: Eri Kitamura
Koharu è la sorella minore di Roman, che possiede un negozio di decorazioni ed è a conoscenza dell'esistenza di Roman, che di notte assiste insieme al suo cane, Sakura.

## Episodi
Il primo episodio va in onda l'8 gennaio 2013 e finisce il 26 marzo 2013; è anche disponibile sottotitolato in italiano su Crunchyroll.
| Nº | Titolo italiano Giapponese 「Kanji」 - Rōmaji                                                                | In onda          | In onda |
| Nº | Titolo italiano Giapponese 「Kanji」 - Rōmaji                                                                | Giapponese       |         |
| 1  | Il banchetto di monete cadenti! 「第壱話 ババンと小判が、大盤振舞！」 - Baban to Koban ga, Ōbanburumai!      | 8 gennaio 2013   |         |
| 2  | Il banchetto dell'odioso deficiente! 「第弐話 ニクいアイツが、大盤振舞！」 - Nikui Aitsu ga, Ōbanburumai!    | 15 gennaio 2013  |         |
| 3  | Il banchetto dei ragazzi in pericolo! 「第参話 困った奴らが、大盤振舞！」 - Komatta Yatsura ga, Ōbanburumai! | 22 gennaio 2013  |         |
| 4  | Il banchetto in costume da bagno! 「第肆話 ぱつぱつ水着で、大盤振舞！」 - Patsupatsu Mizugi de, Ōbanburumai! | 29 gennaio 2013  |         |
| 5  | Il banchetto del cambiamento 「第伍話 千切って投げて、大盤振舞！」 - Chigiritte Nagete, Ōbanburumai!         | 5 febbraio 2013  |         |
| 6  | Il banchetto degli alleati 「第陸話 路地裏、穴蔵、大盤振舞！」 - Rojiura, Anagura, Ōbanburumai!              | 12 febbraio 2013 |         |
| 7  | Il banchetto della vita 「第柒話 人生色々、大盤振舞！」 - Jinsei Iroiro, Ōbanburumai!                        | 19 febbraio 2013 |         |
| 8  | Il banchetto delle facce spaventose 「第捌話 ひでぇ面して、大盤振舞！」 - Hidē Tsura Shite, Ōbanburumai!     | 26 febbraio 2013 |         |
| 9  | Il banchetto del Bang Bang Ba-Bang! 「第玖話 ばんばんばばんと、大盤振舞！」 - Banban Baban to, Ōbanburumai!  | 5 marzo 2013     |         |
| 10 | Il banchetto delle vere intenzioni! 「第拾話 ポロッと本音で、大盤振舞！」 - Porotto Honne de, Ōbanburumai!   | 12 marzo 2013    |         |
| 11 | Il banchetto del combattimento incredibile! 「第拾壱話 たまげた勝負だ！ 大盤振舞！」                         | 19 marzo 2013    |         |
| 12 | Il banchetto dei sorrisi! 「第拾弐話 満開！ 笑顔の大盤振舞！」 - Mankai! Egao no Ōbanburumai!                | 26 marzo 2013    |         |